# Твори монументального мистецтва Орла
У списку представлено витвори монументального мистецтва в місті Орлі Російської Федерації —  скульптури та меморіальні ансамблі, стінопис, пам'ятники і пам'ятні знаки в пам'ять про людей і події країни і міста. Усі пам'ятники споруджені у післявоєнний час. Тільки бойовий танк Т-70 було встановлено у Пєрвомайському сквері відразу після звільнення Орла. У список не включено пам'ятники історичним особистостям, встановлені в місті, а також пам'ятники історії, культури, архітектури, пам'ятні знаки і дошки. Витвори представлені в хронологічній послідовності їхнього створення і встановлення.

## Скульптурні пам'ятники
| Назва                                                                           | Розташування                                            | Рік відкриття | Автори                                                             | Короткий опис | Світлина |
| ------------------------------------------------------------------------------- | ------------------------------------------------------- | ------------- | ------------------------------------------------------------------ | --- | -------- |
| Пам'ятник комсомольцям Орловщини                                                | Комсомольська площа                                     | 1972          | Автор проекту скульптор А. Н. Бурганов, архітектор Р. К. Топурідзе | Пам'ятник комсомольцям, загиблим в роки Великої Вітчизняної війни. Воїн, що піднімає червоний прапор, підтримує пораненого товариша і продовжує йти вперед. |          |
| Пам'ятник орловським металургам («Альоша»)                                      | Мікрорайон, вулиця Металургів                           | 1973          | Скульптор В. А. Чухаркин                                           | Мідну постать металурга встановлено на бетонному постаменті. Скульптурна композиція на честь металургів Орловського сталепрокатного заводу. |          |
| Скульптурна композиція «Металург»                                               | Мікрорайон, перетин вулиць Металургів і Космонавтів     | 1973          | Скульптор В. А. Чухаркин                                           | Скульптурна композиція «Металург» — своєрідний символ Північного району міста. 1977 році поряд, за проектом архітектора Я. А. Лівшица, було збудовано Палац культури сталепрокатного заводу (нині Культурно-дозвільний центр «Металург»).                                                                                  |          |
| Пам'ятник героям Громадянської війни («Каховка»)                                | Вулиця Брестська, сквер Героїв Громадянської війни      | 1976          | Автор проекту скульптор О. М. Бурганов, архітектор А. Заварзин     | На гранітному п'єдесталі 6 метрова скульптура дівчини в будьонівці, що піднімає руки з гвинтівкою, прапором і букетом квітів. Пам'ятник встановлено на честь орловців, загиблих на полях Громадянської війни за встановлення Радянської влади.                                                                             |          |
| Пам'ятник російському вчителю                                                   | Вулиця Комсомольська, перед навчальним корпусом № 8 ОДУ | 2005          | Скульптори Д. В. Басарєв, Н. В. Басарєва                           | Пам'ятник першій вчительці. Бронзова скульптура дівчини, що сидить на лаві з книгою і втілює образ першої вчительки. |          |
| Пам'ятник ветеранам бойових дій                                                 | Наугорське шосе, сквер Пам'яті                          | 2010          | Автор пам'ятника Анатолій Шишков                                   | Пам'ятник воїнам-інтернаціоналістам, учасникам локальних воєн і військових конфліктів. Встановлено 2011 року в осередді скверу Пам'яті. |          |
| Скульптурна композиція «Російським мандрівникам присвячується … Колесо історії» | Кромське шосе, ТМК «Гринн»                              | 2017          | Автор композиції Юрій Кірєєв                                       | Три мандрівника від різних епох Російської історії передають хлопчикові — майбутнього мандрівникові — символічні досягнення свого часу. Композиція була відкрита 29 квітня 2017 року — під час проходження в Орлі I Міжнародного фестивалю в області подорожей і туризму «Російський мандрівник» ім. М. М. Миклухо-Маклая. |          |

## Пам'ятники-монументи
| Назва                            | Розташування                                                           | Рік відкриття | Автори                                              | Короткий опис | Світлина |
| -------------------------------- | ---------------------------------------------------------------------- | ------------- | --------------------------------------------------- | --- | -------- |
| Пам'ятник-танк Т-70              | Вулиця Нормандія-Німан, біля Військово-історичного музею               | 1943          |                                                     | Було встановлено 7 серпня 1943 року на братській могилі в Пєрвомайському сквері (нині Танкістів) в честь воїнів танкістів, які загинули при звільненні Орла. 1985 року танк установили близько Військово-історичного музею.                                                                |          |
| Пам'ятник-танк Т-34              | Сквер Танкістів                                                        | 1968          |                                                     | Після звільнення міста Орла від німецько-фашистських окупантів 6 серпня 1943 року в Пєрвомайському сквері (нині Танкістів) відбулося поховання танкістів, які загинули під час визволення міста. 7 серпня на братській могилі було встановлено танк Т-70, який 1968 року замінили на Т-34. |          |
| Пам'ятник льотчикам              | Вулиця Комсомольська                                                   | 1973          | Архітектор О. С. Вернослов, інженер В. В. Левенстам | Металева стела з небосяжним бойовим літаком МіГ-15. Пам'ятник присвячений радянським льотчикам, які билися за визволення орловської землі. Відкриття було приурочено до 30-річчя визволення Орла.                                                                                          |          |
| Пам'ятник танкістам-фрунзенцям   | Лісопарк «Цон»                                                         | 1984          | Архітектор О. В. Левитський                         | Меморіальний комплекс — стела (уст. 9 травня 1975) і танк Т-34 (уст. 5 серпня 1983) на місці літніх таборів Орловського танкового училища імені М. В. Фрунзе повністю було впорядковано і відкрито 3 серпня 1984 року.                                                                     |          |
| Паротяг-пам'ятник                | Біля входу до локомотивного депо залізничної станції Орел              | 1988          |                                                     | В ознаменування 120-річчя Орловського локомотивного депо біля входу до нього було встановлено пам'ятник-паротяг серії ОВ (рос. «Овечка»). |          |
| 57-мм протитанкова гармата ЗІС-2 | Сквер Артилеристів (район Олександрівського мосту і типографії «Труд») | 2015          |                                                     | На згадку про подвиг артилеристів в роки Великої Вітчизняної війни — уродженців міста Орла і Орловської області. Гармата була передана у власність муніципального утворення «Місто Орел» з в/ч 55443-51 міста Брянська.                                                                    |          |
| Військово-історичний меморіал    | Привокзальна площа (біля Палацу культури залізничників)                | 2018          |                                                     | Військово-історичний комплекс присвячений залізничникам, які зробили неоціненний внесок у перемогу у Великій Вітчизняній війні. На одній з пам'ятних плит викарбувані слова російською «Ми рухаємося в майбутнє, зберігаючи в пам'яті минуле».                                             |          |

## Пам'ятні знаки
| Назва                                                      | Розташування                                                              | Рік відкриття | Автори                                                                           | Короткий опис | Світлина |
| ---------------------------------------------------------- | ------------------------------------------------------------------------- | ------------- | -------------------------------------------------------------------------------- | --- | -------- |
| Меморіальний комплекс на честь 400-річчя міста Орла        | У місці злиття річок Оки і Орлика, сквер «Стрілка»                        | 1966          | Скульптор А. Н. Бурганов, архітектор Р. К. Топурідзе, конструктор Ф. Г. Кохновер | 27-й метровий обеліск, облицьований світло-сірим гранітом. Грані обеліска оздоблюють древній герб Орла і літопис основних історичних подій, пов'язаних з містом. Поруч на видовому майданчику на гранітному ризаліті встановлено скульптурну групу, в якій втілено задум героїчного пориву. |          |
| Пам'ятний знак на місці заснування міста Орла «Дитинець»   | У місці злиття річок Оки і Орлика, сквер «Стрілка»                        | 1990          |                                                                                  | На камені-моноліті, встановленому на невисокому кургані, викарбувано напис: «Тут 1566 року було закладено Орловську фортецю». |          |
| Вибиття «Зустріч О. С. Пушкіна й О. П. Єрмолова в Орлі»    | Вулиця 7-го Листопада, 43 а                                               | 1992          | Автор В. Ф. Міхєєв                                                               | Мідна виколотка, що зображає зустріч О. С. Пушкіна й О. П. Єрмолова в Орлі 1829 року з написом російською: «З Москви поскакав я (1-го травня) на Калугу, Бельов й Орел та зробив таким чином двісті верст зайвих, зате побачив Єрмолова. О. С. Пушкін». Встановлено на місці, де знаходився будинок О. П. Єрмолова.                                                                                            |          |
| Пам'ятний знак «Дворянське гніздо»                         | Парк «Дворянське гніздо»                                                  | 1993          |                                                                                  | «Дворянське гніздо» — літературно-історичний заповідник, минуле якого пов'язане з творами письменників-орловців І. С. Тургенєва, І. О. Буніна, М. С. Лєскова, С. М. Городецького, П. А. Россієва, К. Д. Бальмонта. Охороняється як всенародне надбання. |          |
| Меморіальний знак на братському військовому кладовищі      | Наугорське шосе, сквер біля заводу «Научприбор»                           | 1999          | Автор проекту Б. Рижонков                                                        | Кладовище було засновано 1890 року за двісті метрів від північної стіни Троїцького кладовища. 1912-го тут було збудовано каплицю в ім'я Всіх Святих (не збереглася). Ховали на кладовищі військовослужбовців, які померли в орловських шпиталях від хвороб і ран, які загинули під час Російсько-японської війни, Першої світової і бійців Радянської Армії, закатованих у фашистському полоні в 1941—1943 рр. |          |
| Пам'ятник співробітникам органів внутрішніх справ          | Перехрестя вулиць Тургенєва і Максима Горького                            | 2001          | Автор проекту Г. Т. Ракітін                                                      | Обеліск у вигляді гринчастого багнета з написом російською: «Пам'яті співробітників органів внутрішніх справ Орловської області, які загинули при виконанні службового обов'язку». |          |
| Пам'ятний знак на честь 5-ї Орловської стрілецької дивізії | Вулиця 5-го Серпня                                                        | 2003          |                                                                                  | Камінь з пам'ятною табличкою встановлено у сквері 5-ї Орловської стрілецької дивізії в честь 5-ї Орловської Червонопрапорної орденів Леніна, Суворова і Кутузова стрілецької дивізії, що звільняла Орловщину від німецько фашистських загарбників. |          |
| Пам'ятний знак жертвам радіаційних аварій і катастроф      | Сквер Героїв-чорнобильців, перетин вулиць Жовтневої та Червоноармійської  | 2006          | Скульптор В. Ф.Міхєєв                                                            | Пам'ятник жертвам радіаційних аварій і катастроф було встановлено 2006 року до 20-річчя ліквідації аварії на Чорнобильській АЕС. |          |
| Пам'ятний знак на честь воїнів-десантників                 | Вулиця Машкаріна (909-й квартал), біля храму-каплиці Олександра Невського | 2008          |                                                                                  | Установлено на згадку про героїчний подвиг воїнів-десантників 201-ї повітряно-десантної бригади, які 3 жовтня 1941 року десантувалися на орловському летовищі і на цьому місці вступили в нерівну сутичку з танковою групою Ґудеріана, що наступав на Орел. |          |
| Стела «Місто військової слави»                             | Бульвар Перемоги                                                          | 2010          |                                                                                  | Гранітну стелу встановлено 8 травня 2010 року в честь присвоєння місту Орлу почесного звання Російської Федерації «Місто військової слави». Почесне звання місту було присвоєно 27 квітня 2007 року. |          |

## Монументально-декоративний убір
| Назва                                       | Місце                               | Рік відкриття | Автори                                    | Короткий опис | Світлина |
| ------------------------------------------- | ----------------------------------- | ------------- | ----------------------------------------- | --- | -------- |
| Багатофігурні групи на фасаді Головпоштамту | Площа Леніна, будинок Головпоштамту | 1951          | Скульптор Ю. Г. Нерода                    | 1951 року у стулку вулиці М. Горького і площі Леніна було побудовано будівлю Головпоштамту, відому як «Дім Зв'язку». На кутовій частині фасади розташувалися багатофігурні скульптурні композиції.                     |          |
| Скульптурний картуш на Домі Рад             | Площа Леніна, Дім Рад               | 1961          | Скульптори В. Т. Яриш, В. К. Дудінов тощо | За проектом Ленінградського проектного інституту «Ленгіпрокоммунстрой» 1961 року було збудовано будівлю обласної адміністрації — Дім Рад, фронтон якого прикрасило орнаментальне окантування — герб РРФСР з прапорами. |          |
| Бронзові орли на Олександрівському мосту    | Олександрівський міст               | 2009          |                                           | Оздобні прикраси на огорожах — бронзові орли, з'явилися після ґрунтовної перебудови моста 2009 року. |          |

## Монументальний живопис
| Назва    | Розташування         | Рік відкриття | Автори                 | Короткий опис                                                     | Світлина |
| -------- | -------------------- | ------------- | ---------------------- | ----------------------------------------------------------------- | -------- |
| Панно    | Наугорське шосе      | 1961          |                        | Панно на будівлі Радіолампового заводу «Малютка».                 |          |
| Сґрафіто | Вулиця Комсомольська | 1973          | Митець В. В.Анісімов   | Сграфіто на гуртожитку Педінституту.                              |          |
| Мозаїка  | Вулиця Жовтнева      | 1975          | Художник Н. І. Захаров | Кольорова керамічна мозаїка на будівлі облпрофради.               |          |
| Панно    | Площа Леніна         | 1986          |                        | Панно на фасаді будівлі готелю «Салют».                           |          |
| Панно    | Вулиця Брестська     | 1986          |                        | Панно на фасаді нової будівлі ліцею № 22, побудованого 1986 року. |          |
| Панно    | Вулиця Піонерська    |               |                        | Панно на фасаді будинку № 8.                                      |          |

### Втрачений живопис
| Назва    | Розташування         | Рік выдкриття | Автори                 | Краткий опис | Зображення |
| -------- | -------------------- | ------------- | ---------------------- | --- | ---------- |
| Сґрафіто | Вулиця Комсомольська | 1976          | Художник В. Н. Меньков | Два панно (сґрафіто) на фасадах Будівельного технікуму (нині Багатопрофільний коледж ФДБОУ ВО Орловський ДАУ). Закладено кахельною плиткою. |            |

## Вітражі

Русанов і Єрмолов з вітражів дивляться на жителів і гостей міста

Дитяча творчість Радянської епохи в Палаці піонерів

- Орловський залізничний вокзал у СРСР вважався одним із найкрасивіших вокзалів у країні[31]. Кольорові вітражі великих вікон у будівлі біля платформ — одна з основних визначних пам'яток вокзалу.
- Вітраж, що прикрашав велике аркове вікно центральних сходів будівлі Палацу піонерів імені Гагаріна, було зроблено вручну вихованцями палацу 1979 року. Скло задекоровано полімерними плівками, частина малюнків розписана особливими італійськими фарбами. Автор ескізу Зоя Воропаєва. Після відбудови 2012 року скляне панно було розібрано і перенесено у фоє актової зали[32].